# Seznam osebnosti iz Občine Šmartno pri Litiji
Seznam osebnosti iz Občine Šmartno pri Litiji vsebuje osebnosti, ki so se tu rodile, delovale ali umrle.

## Gospodarstvo
- Miha Pregel, gospodarstvenik, kulturni delavec (1791, Šmartno pri Litiji – 1877, Ljubljana)
- Franc Žitnik (inženir), inženir, tekstilni strokovnjak, gospodarstvenik (1913, Grosuplje – 2005, Črni Potok)
- Milan Izlakar, elektromehanik, župan (1957, Zgornja Jablanica)

## Humanistika, znanost
- Davorin Hostnik, publicist, prevajalec, filolog, pedagog (1853, Podroje – 1929, Rilsk, Rusija)
- France Stare, arheolog (1924, Šmartno pri Litiji – 1974, Ljubljana)
- Josip Marn, literarni zgodovinar, časnikar, šolnik (1832, Štanga – 1893, Ljubljana)
- France Kremžar, časnikar, politik (1883, Cerovica – 1954, Buenos Aires, Argentina)
- Fani Nolimal, pedagoška svetovalka in profesorica (1962, Ljubljana)
- Gabrijela Hauptman, pedagoginja, umetniška ustvarjalka (1955, Ljubljana)
- Janez Juhant, filozof (1947, Ljubljana)

## Kultura, umetnost

### Glasba
- Pavel Kokalj, glasbenik, ljudski godec (1955, Bukovica)
- Gregor Pivec – Pakarjev Gregor, ljudski godec (1928, Javorje – 1994, Javorje)

### Književnost
- Fran Josip Knaflič, pisatelj, dramatik, prevajalec, časnikar (1879, Šmartno pri Litiji – 1949, Ljubljana)
- Slavko Grum, dramatik, pisatelj (1901, Šmartno pri Litiji – 1949, Zagorje ob Savi)
- Tadej Čopar, pisatelj, komparativist in zgodovinar (1990, Trbovlje)
- Nejka Omahen, mladinska pisateljica (1983, Ljubljana)

### Slikarstvo
- Angela Medved, slikarka parapleginja (1932, Spodnja Jablanica – 2017, ?)
- Jože Meglič, akademski slikar, likovni učitelj (1939, Lom pod Storžičem – 2006, Šmartno pri Litiji)
- Jernej (Bartolomej) Ramschissl, slikar, grafik, mojster heraldičnega risanja, Valvasorjev učenec (1664, Šmartno pri Litiji – 1711, Šmartno pri Litiji)

## Politika, pravo
- Franjo Rosina, odvetnik, politik, bančnik (1863, Leskovica pri Šmartnem – 1924, Dunaj, Avstrija)
- Janko Ponebšek, pravnik, davčni uradnik, ornitolog (1861, Preska nad Kostrevnico – 1935, Ljubljana)
- Stanislav Volk, politični delavec (1926, Šmartno pri Litiji – 2010, Šmartno pri Litiji)

## Religija
- Aleksander Roblek, duhovnik, redovnik, frančiškan, slikar (1848, Šmartno pri Litiji – 1884, Bad Gleichenberg, Avstrija)
- Alojzij Valvasor, duhovnik, redovnik, frančiškan, homilet (1679, Bogenšperk – 1737, Samobor, Hrvaška)
- Ivan Sadar, duhovnik, pesnik (1890, Javorje – 1926, Ljubljana)
- Viktor Kopatin, duhovnik, jezuit, misijonar in pridigar (1878, Podnanos – 1951, Bogenšperk)
- Jožef Burger, tudi Jožef Burgar,  župnik, nabožni pisec, urednik, prevajalec (1800, Krašnja – 1870, Šmartno pri Litiji)
- Jurij Humar, duhovnik, alternativni zdravilec (1819, Vodice nad Kamnikom – 1990, Primskovo)
- Anton Gornik, duhovnik (1893, Gora pri Sodražici – 1974, Šmartno pri Litiji)
- Benedikt Lavrih, duhovnik (1960, Črni Potok)

## Šolstvo
- Franjo Marn, šolnik, slovničar (1846, Dragovšek – 1905, Topusko, Hrvaška)
- Fran Adamič, učitelj, skladatelj (1830, Ljubljana – 1877, Šmartno pri Litiji)
- Ivan Bartl, učitelj, skladatelj (1860, Ljubljana – 1900,  Šmartno pri Litiji)
- Ida Dolšek, roj. Pivec, učiteljica, umetniški vodja folklorne skupine (1950, Javorje)

## Šport
- Albin Jesenšek, planinec, društveni delavec, lovec, župan (1922, Litija – 2011, Šmartno pri Litiji)
- Ferdo Tomazin, planinec, oskrbnik gradov (1869, Šmartno pri Litiji – 1937, Šmartno pri Litiji)
- Rudi Bregar, organizator vseslovenskega popotovanja iz Litije do Čateža, prejemnik Bloudkove nagrade, direktor Zavoda Levstikova pot (1962, Ljubljana)

## Zdravstvo
- Franc Sadar, zdravnik, ginekolog (1928, Zavrstnik – 2015, Velenje)
- Venčeslav Arko, kirurg, zdravnik (1902, Šmartno pri Litiji – 1965, Maribor)

## Drugo
- Leopold Kozlevčar, zbiratelj umetnin (1904, Šmartno pri Litiji – 1988, Stična)
- Erazem Gorše, tudi Erazem Gorshe, društveni delavec, kulturni delavec (1894, Dragovšek – 1952, Cleveland, ZDA)
- Anton Stander, zlatokop (1867, Javorje – 1952, Aljaska, ZDA)

## Osebnosti od drugod
- Janez Zaplotnik, agronom, genetik; izdelal je ureditvene in investicijske programe za posestva v  Šmartnem pri Litiji (1901, Spodnje Jezersko – 1972, Ljubljana)
- Janez Vajkard Valvasor, kartograf, geograf, heraldist, pisatelj, polihistor, založnik, zbiratelj, aristokrat; kupil je gradove Črni potok, Lichtenberg in Bogenšperk, na slednjem je uredil bakroreznico (1641, Ljubljana – 1693, Krško)
- Ivan Dizma Florjančič de Grienfeld, astronom, geograf, kartograf, matematik, duhovnik; kot župnik je služboval v Šmartnem pri Litiji (1691, Ljubljana – ok. 1757, ?)
- Jernej Černe, učitelj, čebelar; služboval je na Osnovni šoli Šmartno pri Litiji, bil je tudi šolski vodja (1857, Zgornje Gorje – 1906, Ljubljana)
- Anton Jebačin, slikar, restavrator; naslikal je križev pot v cerkvi v Šmartnem pri Litiji (1850, Ljubljana – 1927, Ljubljana)
- Ivan (Janez) Koch, risar, slikar, sodnik; za Valvasorja je narisal 74 predlog za bakroreze (1650, Novo mesto – 1715, Novo mesto)
- Helena Vidic, dirigentka, profesorica, skladateljica; vodila je Tamburaški orkester Šmartno (1987, Ljubljana)
- Ivan Šega, šolski organizator, pisec; poučeval je v Šmartnem pri Litiji (1871, Ljubljana – 1936, Jesenice)
- Jurij Adlešič, bil je nadučitelj in vodja šole ter ustanovitelj požarne brambe v Šmartnem pri Litiji (1844, Adlešiči – 1930, Krško)
- Jože Cajhen, organist, učitelj, zborovodja; vodil je pevski zbor Zvon v Šmartnem pri Litiji (1901, Dol pri Ljubljani – 1981, ?)
- Konrad Črnologar, konservator, literarni zgodovinar, učitelj; v Šmartnem pri Litiji je popisal cerkev (1860, Peščenik – 1904, Šmarje na Dolenjskem)
- France Gruden, šolski upravitelj, zborovodja; kot učitelj je služboval v Šmartnem pri Litiji (1906, Primskovo pri Kranju – 1986, Kranj)
- Nataša Kolar, magistrica zgodovinskih znanosti, muzejska svetovalka, profesorica; raziskala je zgodovino šolstva v Šmartnem pri Litiji od 1800 do 1850 in zgodovino kraja v 1. polovici 19. stoletja (1961, Ljubljana)
- Marjan Lampret, duhovnik, pisatelj; kot duhovnik je služboval v Šmartnem pri Litiji (1964, Ljubljana)
- Ivan Lavrenčič, duhovnik, kanonik, zgodovinar; kot župnik in dekan je služboval v Šmartnem pri Litiji, bil je pobudnik gradnje nove cerkve sv. Martina (1857, Planina – 1930, Kamnik)
- Anton Masnik, dekan, duhovnik; kot župnik je služboval v Šmartnem pri Litiji (1927, Rakek – 2020, Ljubljana)
- Marie von Meklenburg-Schwerin, roj. princesa Marie von Windisch-Grätz, arheologinja, aristokratinja; imela je največjo zbirko izkopanin v Evropi, ki jo hranila na družinskem gradu Bogenšperk (1856, Dunaj, Avstrija – 1929, Ludwigslust, Nemčija)
- Anton Plešic (Padovanski), duhovnik, zlatokop, župnik; kot župnik je služboval na Primskovem (1867, Topole – 1957, Medvode)
- Pavel Sporn, duhovnik, profesor, zlatomašnik; kot župnik je služboval na Primskovem, zasnoval in uredil je zbornik ob 250-letnici obstoja župnije Primskovo (1930, Ljubljana – 2017, Ljubljana)
- Feliks Toman,  kamnoseški mojster; s kamnoseškimi deli je opremil cerkev sv. Martina v Šmartnem pri Litiji (1855, ? – 1939, ?)
- Avgust Žabkar, kovaški mojster; za cerkev sv. Martina v Šmartnem pri Litiji je leta 1901 izdelal ograjo iz kovanega železa na pevskem koru in oratoriju (1855, Dobe – 1930, Ljubljana)
- Alojzij Mihelčič, organist, skladatelj, politik; kot učitelj in organist je služboval v Štangi pri Litiji, bil je zborovodja pevskega zbora (1880, Harije – 1975, Ljubljana)
- Alojzij Merhar, duhovnik, pesnik, pisatelj, urednik, dramatik; kot kaplan je služboval v Šmartnem pri Litiji (1876, Ljubljana – 1942, Ljubljana)
- Fran Levstik, pesnik, pisatelj, dramatik, kritik, jezikoslovec; napisal je literarni potopis Popotovanje iz Litije do Čateža (1831, Dolnje Retje – 1887, Ljubljana)
- Franc Rozman - Stane, španski borec, partizan, general, narodni heroj; II. grupa odredov je pod njegovim vodstvom 24. decembra 1941 izbojevala bitko na Tisju (Liberga) (1912, Spodnje Pirniče – 1944, Lokve, Črnomelj)
- Andrej Trost, bakrorezec; delal v Valvasorjevi delavnici na Bogenšperku (1643, Hotinja vas ali Deggendorf ali Gornji Grad ? – 1708, Gradec)
- Marija Trošt (oseba v romanu), hči Valvasorjevega bakrorezca Andreja Trosta v romanu Ilke Vašte Vražje dekle, ki se dogaja na Bogenšperku
- Jože Javoršek, pisatelj, pesnik, dramatik, esejist, polemik, kritik, prevajalec; napisal je roman Črna krizantema o pisateljevem fantazijskem potovanju iz Čateža do Litije v spremstvu oseb iz Levstikove pripovedi Popotovanje iz Litije do Čateža (1920, Velike Lašče – 1990, Ljubljana)